# Mohammad Salimi
Mohammad Salimi (in persiano محمد سلیمی‎) (Mashhad, 1937 – Teheran, 30 gennaio 2016) è stato un generale iraniano, fu Ministro della difesa nazionale dell'Iran dal novembre 1981 all'agosto 1984 e comandante in capo dell'Esercito della Repubblica Islamica dell'Iran dal 2000 al 2005.

## Biografia

### Primi anni di vita
Salimi nacque a Mashhad nel 1937.

### Carriera militare
fu ministro della difesa nel gabinetto di Mir-Hosein Musavi sostituendo Javad Fakoori, mantenendo questa carica dal 1981 all'agosto 1984.. Allo scadere del suo mandato venne sostituito da Mohammad Hossein Jalali.
nonostante si fosse già ritirato dal servizio attivo venne nominato comandante in capo dell'Esercito della Repubblica Islamica dell'Iran nel maggio 2000 sostituendo il generale Ali Shahbazi. Salimi si dimise da comandante in capo nel settembre 2005 venendo sostituito dal maggior generale Ataollah Salehi alla guida dell'Esercito iraniano. Successivamente alle dimissioni da comandante in capo venne nominato consigliere militare della guida suprema Ali Khamenei.